# Hongshuia paoli
Hongshuia paoli är en fiskart som beskrevs av Zhang, Qiang och Lan 2008. Hongshuia paoli ingår i släktet Hongshuia och familjen karpfiskar. Inga underarter finns listade i Catalogue of Life.